# Bezaj
Bezaj (persiska: بزج) är en ort i Iran.   Den ligger i provinsen Alborz, i den norra delen av landet, 80 km nordväst om huvudstaden Teheran. Bezaj ligger 2 287 meter över havet och antalet invånare är 335.
Terrängen runt Bezaj är kuperad åt sydost, men åt nordväst är den bergig.Runt Bezaj är det ganska tätbefolkat, med 86 invånare per kvadratkilometer. Närmaste större samhälle är Kalīnak, 7,1 km sydväst om Bezaj. Trakten runt Bezaj består i huvudsak av gräsmarker.